# 江西凤尾蕨
江西凤尾蕨（学名：Pteris obtusiloba）为凤尾蕨科凤尾蕨属下的一个种。

## 扩展阅读
- 維基物種上的相關：江西凤尾蕨